# Auguste Pons
Pour les articles homonymes, voir Pons.
Paul Auguste Pons est un homme politique français né le 18 février 1794 à Saignon (Vaucluse) et mort à Paris 17e le 30 janvier 1871.

## Biographie
Après ses mandats de députés, Auguste Pons est nommé sous-préfet, à Apt, en 1836, poste qu'il occupe jusqu'en 1842. Il est ensuite nommé commissaire du gouvernement auprès de société de chemin de fer, jusqu'à sa retraite, en février 1856.

## À voir aussi